# The Lady from Nowhere
The Lady from Nowhere és una pel·lícula estatunidenca de 1931 dirigida per Richard Thorpe i protagonitzada per Alice Day, John Holland i Phillips Smalley.

## Repartiment
- Alice Day com Marian
- John Holland com John Conroy
- Phillips Smalley com Barstow
- Barbara Bedford com Mollie Carter
- Mischa Auer com Rigo
- Lafe McKee com Snowden